# タリハ県
タリハ県（タリハけん、スペイン語: Departamento de Tarija）は、ボリビアの県。ボリビア最南部に位置し、北側がチュキサカ県、西側がポトシ県と接し、南側がアルゼンチン国境、東側がパラグアイ国境になっている。行政府所在地はタリハ。6つの郡で構成されている。

## 概要
気温は20度から30度の温暖な気候で、適度な雨が降り作物がよく育つ。大麦、トウモロコシ、サトウキビや、多種の果物がとれる。ボリビア国内では良質のブドウの産地として有名で、ワインやシンガニ（ブドウから作る蒸留酒）の名産地である。また豊富な天然ガス資源を持つが、その国有化をめぐりボリビアガス紛争と呼ばれる国内紛争が発生している。
人口は約30万人。タリハの人々は陽気であるといわれる。特に男性は「チャパコ (chapaco)」と呼ばれるが、冗談好きな人の代名詞となっている。ボリビアのペーニャ（ショーを行なう居酒屋）では、しばしばショーの途中で「アロアロー！（おいおい！）」と叫んで冗談を話し出すチャパコが登場する。
クエーカという踊りはチリ、ペルー、ボリビアで広く踊られているものであるが、タリハのクエーカはラパスなどの寒冷な地方のものと較べてたいへん陽気な音楽で踊られる。観光名所のサン・ロケ（San Roque）やサン・ロレンソ（San Lorenzo）の美しさを明るく歌ったテンポの良い曲がよく用いられる。
牛肉を煮込んだサイセという料理が名物料理である。
2000年代に入り、サンタクルス県などと同様に地方自治権の拡大を目指している。

## 隣接する県
- チュキサカ県
- ボケローン県
- サルタ州
- ポトシ県

## 郡

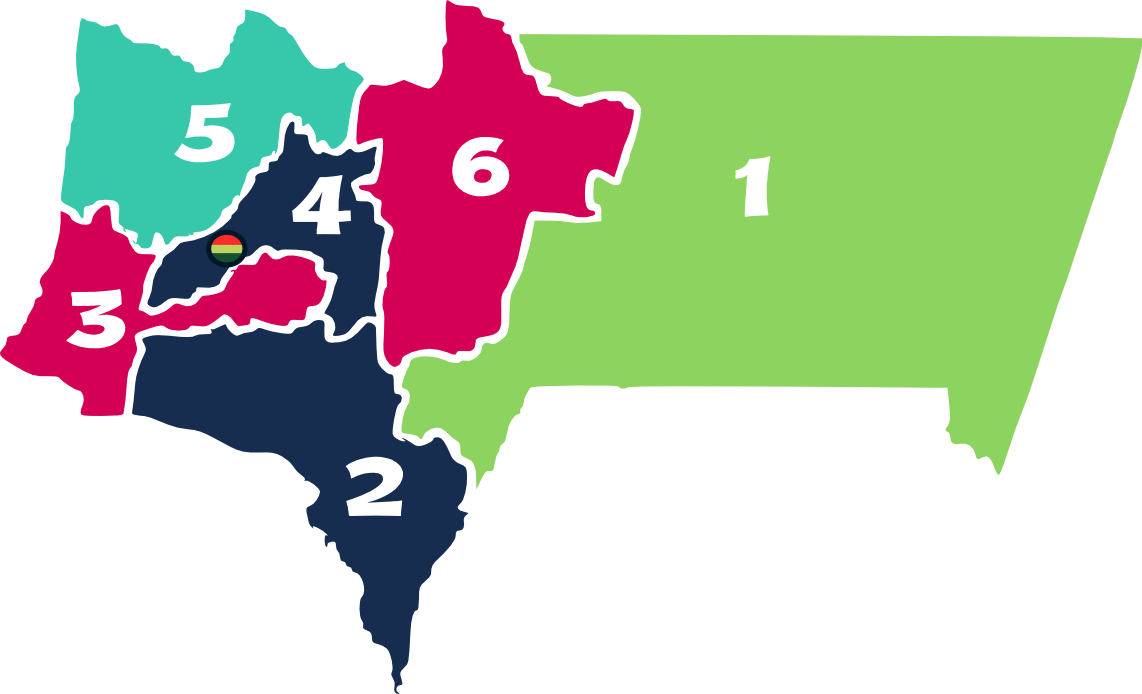
タリハ県の郡

タリハ県には傘下に6の郡がある。
| 地図上の位置 | 郡名                     | 西語表記          | 面積 (km²) | 人口 (2001年国勢調査) | 首府             | 首府西語表記 |
| ------------ | ------------------------ | ----------------- | ---------- | --------------------- | ---------------- | ------------ |
| 1            | グラン・チャコ自治郡     | Gran Chaco        | 17,594     | 116,318               | ヤクイバ         | Yacuíba      |
| 2            | アンシエルト・アルセ郡   | Aniceto Arce      | 4,910      | 52,570                | パドカヤ         | Padcaya      |
| 3            | ホセ・マリア・アビレス郡 | José María Avilés | 2,658      | 17,504                | ウリオンド       | Uriondo      |
| 4            | セルカド郡               | Cercado           | 2,046      | 205,346               | タリハ           | Tarija       |
| 5            | エウスタキオ・メンデス郡 | Eustaquio Méndez  | 4,070      | 32,038                | サン・ロレンソ   | San Lorenzo  |
| 6            | バーデット・オコノール郡 | Burdet O'Connor   | 6,043      | 19,339                | エントレ・リオス | Entre Ríos   |